# Myloplus rhomboidalis
Myloplus rhomboidalis es una especie de peces de la familia Serrasalmidae en el orden de los Characiformes.

## Morfología
Los machos pueden llegar alcanzar los 37 cm de longitud total y 5000 g de peso.

## Alimentación
Durante la temporada de lluvias come  frutas y semillas de las  palmeras Euterpe oleracea, Taralea oppositifolia y Maurits flexuosa, y de plantas del género Inga y Psidium, las que aplasta con sus fuertes mandíbulas. Durante la estación seca, su dieta se compone de plantas acuáticas (por ejemplo, Mourea fluviatilis y Apinagia richardiana), gasterópodos y peces hueso.

## Hábitat
Vive en zonas de clima tropical.

## Distribución geográfica
Se encuentran en Sudamérica:  cuenca del río Amazonas y ríos de las Guayanas.

## Interés gastronómico
Su carne es excelente, pero es preferible no consumirla al final de la temporada de lluvias ya que es entonces cuando presenta una alta concentración de grasa.